# Jens Nacke

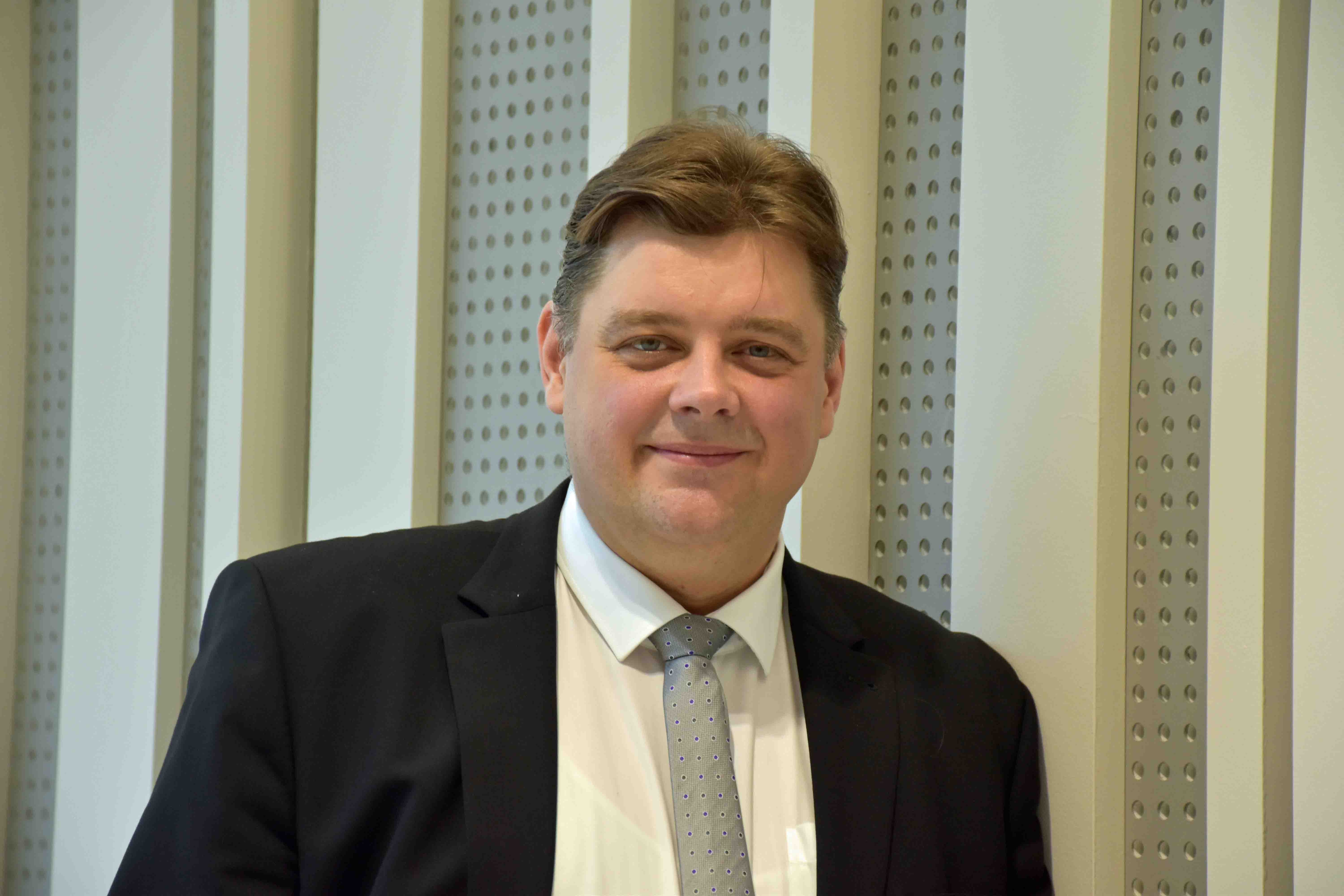
Jens Nacke (2019)

Jens Nacke (* 13. September 1971 in Oldenburg) ist ein deutscher Politiker der CDU. Er ist seit März 2003 Mitglied des Niedersächsischen Landtags und seit 2022 dessen Vizepräsident. 

## Ausbildung und Beruf
Nach dem Realschulabschluss machte Nacke eine Ausbildung zum Verwaltungsfachangestellten beim Landkreis Ammerland. Ab 1990 besuchte er nebenberuflich das Abendgymnasium und machte 1993 sein Abitur. Anschließend studierte und arbeitete er für ein Jahr in den Vereinigten Staaten. 1994 begann er ein Studium der Rechtswissenschaften in Münster, das er 1999 mit dem ersten Staatsexamen abschloss. Danach leistete er seinen Grundwehrdienst und freiwilligen Wehrdienst bei der Marine in Wilhelmshaven. Von 2000 bis 2002 absolvierte er sein Rechtsreferendariat und erlangte sein zweites Staatsexamen. Als Rechtsanwalt ist er – ebenso wie Esther Niewerth-Baumann – in der Kanzlei von Heinrich Niewerth in Oldenburg tätig.
Nacke ist verheiratet und hat drei Kinder.

## Politik
Seit 1987 ist Nacke Mitglied der Jungen Union und seit 1989 Mitglied der CDU. Er gehört dem Gemeinderat von Wiefelstede an und ist Vorsitzender der dortigen CDU-Fraktion. Zudem ist er Mitglied des Kreistages im Landkreis Ammerland. Seit 2003 vertritt er als Direktkandidat den Wahlkreis Ammerland im Niedersächsischen Landtag. Dort ist er Parlamentarischer Geschäftsführer seiner Fraktion gewesen und Mitglied des Ältestenrates. Seit Februar 2021 ist er Mitglied des Landesvorstands der CDU in Niedersachsen. Bei der Landratswahl am 12. September 2021 trat er als CDU-Kandidat zur Nachfolge von Jörg Bensberg (parteilos) an, unterlag jedoch mit 40,5 % der Stimmen gegen Karin Harms (50,6 %). Bei der Landtagswahl 2022 unterlag er im Wahlkreis Ammerland SPD-Kandidat Björn Meyer. Er zog jedoch über die CDU-Landesliste in den Landtag ein. Nach der Landtagswahl am 9. Oktober 2022 wurde Nacke als Vizepräsident des niedersächsischen Landtages gewählt. Er ist seitdem in dieser Position tätig.